# Distrikt Sorochuco
Der Distrikt Sorochuco liegt in der Provinz Celendín in der Region Cajamarca in Nordwest-Peru. Der Distrikt entstand in den Gründungsjahren der Republik Peru. Er besitzt eine Fläche von 167 km². Beim Zensus 2017 wurden 7899 Einwohner gezählt. Im Jahr 1993 lag die Einwohnerzahl bei 10.327, im Jahr 2007 bei 9826. Sitz der Distriktverwaltung ist die 2653 m hoch gelegene Ortschaft Sorochuco mit 720 Einwohnern (Stand 2017). Sorochuco befindet sich 13 km westsüdwestlich der Provinzhauptstadt Celendín.

## Geographische Lage
Der Distrikt Sorochuco liegt in der peruanischen Westkordillere im Südwesten der Provinz Celendín. Der Río Sendamal, ein Zufluss des Río Las Yangas, fließt entlang der östlichen Distriktgrenze nach Norden.
Der Distrikt Sorochuco grenzt im Südwesten an den Distrikt La Encañada (Provinz Cajamarca), im Nordwesten, im Norden und im Osten an den Distrikt Huasmín sowie im Südosten an den Distrikt Sucre.

## Ortschaften
Im Distrikt gibt es neben dem Hauptort folgende größere Ortschaften:
- Chugurmayo
- Cruzpampa
- El Tingo
- La Chorrera
- Llavidque
- Ocsha
- Quengomayo
- Rejopampa
- Salacal